# Павильон Германии (Барселона)

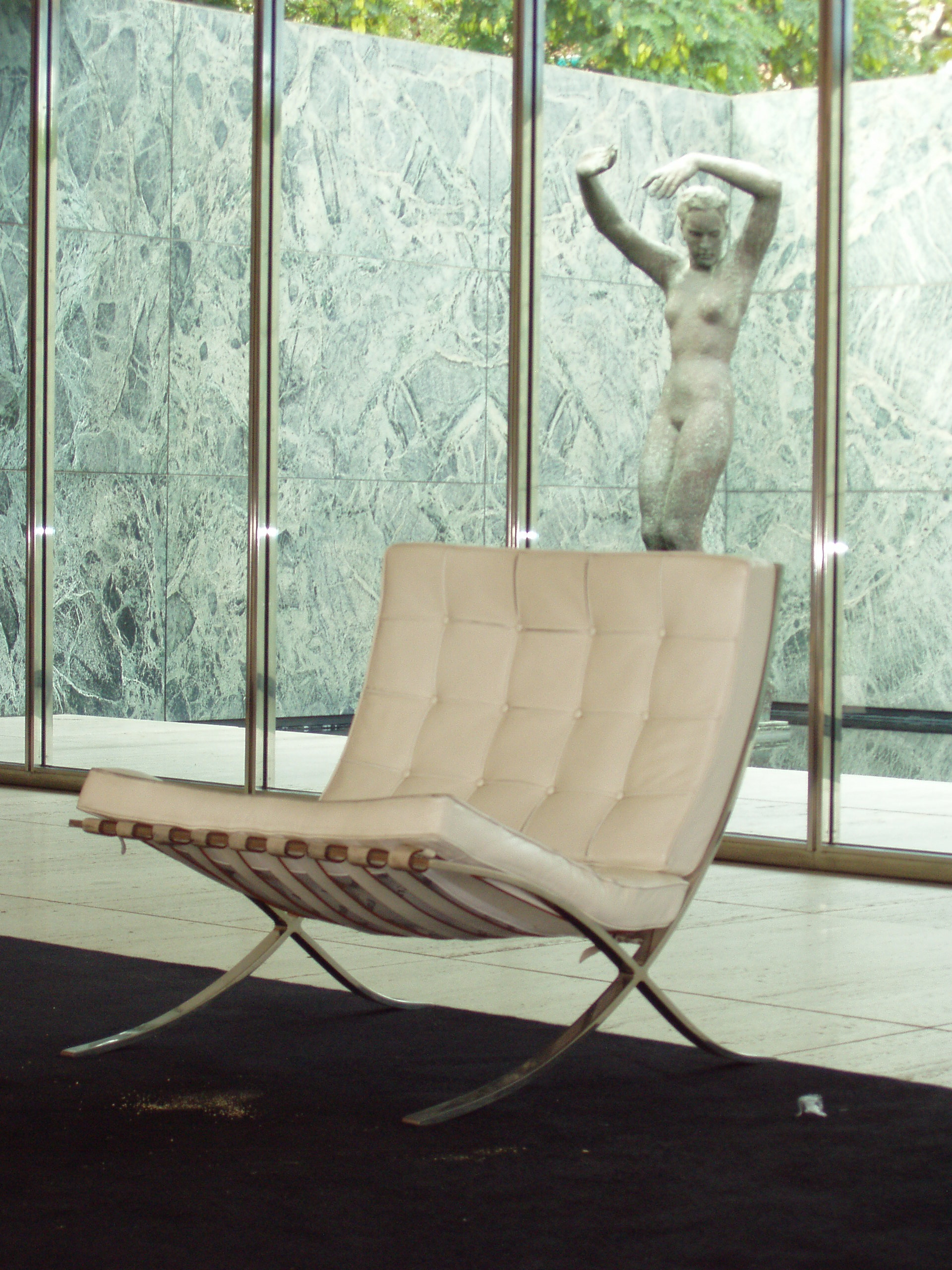
Кресло «Барселона». Позади видна скульптура «Утро» Г. Кольбе

Павильон Германии в Барселоне — выставочный павильон Веймарской республики на Всемирной выставке, проходившей в столице Каталонии, Барселоне, с 20 мая 1929 года по 15 января 1930 года. Построен по проекту немецкого архитектора-модерниста Людвига Миса ван дер Роэ.
Павильон располагался у подножия горы Монжуик на главной оси выставки, справа от большого фонтана и парадной лестницы, ведущей к павильону Испании. Архитектор поставил павильон на цоколь из травертина с двумя бассейнами, которые были облицованы чёрным стеклом. Кровля опиралась на отдельно стоящие асимметричные стены из оникса, травертина, зелёного мрамора и на два ряда стальных, крестообразных в сечении, хромированных стоек. Интерьер разделяли прозрачные дымчато-серые и бутылочного цвета стеклянные перегородки. Светящуюся стену образовывали подсвеченные изнутри две плоскости из травлёного стекла. Золотистый оникс, чёрный ковёр и красный занавес символизировали цвета германского флага. На чёрном ковре располагалась мебельная композиция, состоящая из обтянутых белой кожей кресел, кушетки и прозрачного стола. Мебель была специально создана для павильона и оказалась столь удачной, что с 1944 года американская компания «Knoll» стала её выпускать под названием «Барселона». Мебель «Барселона» выпускается и по сей день.
В павильоне не было ни замкнутых помещений, ни дверей. Центром всей композиции стала высеченная из зелёного мрамора скульптора Георга Кольбе «Утро». По настоянию Миса ван дер Роэ в павильоне не располагалось никаких выставочных экспонатов — экспонатом являлся сам павильон.
После закрытия выставки в 1930 году павильон был демонтирован и отправлен в Германию, где бесследно пропал. В 1980 году власти Барселоны приняли решение восстановить павильон в его первоначальном виде. Работы по восстановлению павильона длились с 1983 по 1986 год по сохранившимся фотографиям и оригинальным чертежам Миса ван дер Роэ. В настоящее время здание павильона является музеем.